# Halo James
Gli Halo James sono stati un gruppo inglese che ha avuto un discreto successo nel 1990.
La line-up originale consisteva nel cantante Christian James, nel tastierista Neil Palmer e nel chitarrista Ray St. John (già conosciuto per aver lavorato con Sade).
La band esordisce discograficamente nel 1989 con il singolo Wanted, che entra nella classifica inglese.
Nel 1990 pubblicano il loro unico album, Witness, dal quale sono tratti altri 3 singoli: al loro maggiore successo Could have told you so, che entra anche nella classifica degli USA, fanno seguito Baby e Magic Hour, che si comportarono discretamente nelle hit parade inglesi.
Al momento non esistono siti ufficiali o creati dai fans.

## Discografia
- Witness (1990)

1. Could Have Told You So?
2. Baby
3. Magic Hour
4. Is This The Way Love's Meant To Be?
5. Pure Velvet
6. Witness
7. Well Of Souls
8. Only End In Tears
9. Wanted
10. Tender Guy
11. Mocking Boy